# Distrito de Shamboyacu

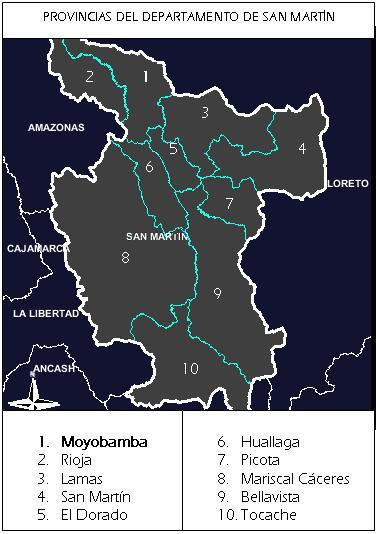
División política del Departamento de San Martín.

El distrito de Shamboyacu es uno de los 10 que conforman la provincia de Picota, en el departamento de San Martín, bajo la administración del Gobierno Regional de San Martín, (Perú).

## Historia
El distrito fue creado mediante Ley Nº 15407, del 29 de enero de 1965, en el gobierno del Presidente Fernando Belaúnde.

## Geografía
La capital es el poblado de Shamboyacu que se encuentra situada a 240 m s. n. m. a orillas del caudaloso río Huallaga.

## Festividades
- San Juan
- Carnavales*
- Fiestas Patronales
- Fiesta de Aniversario de creación política del distrito